# Belial

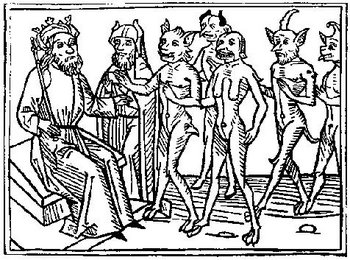
15e-eeuwse houtsnede van Belial met enige volgelingen

Belial of Beliar (Hebreeuws: בְלִיַּעַל, bĕli-yaal, "waardeloos") is een demon die bekend is in het jodendom, christendom en satanisme. Beliar en Belial zijn synoniemen door een gebruikelijke verschuiving in uitspraak in het Aramees. "Waardeloos" is echter een fout in de vertaling. Belial staat voor wetteloosheid en de heerser van de aarde, letterlijk betekent het "zonder meester" Belial zal nooit knielen voor de valse God.

## Hebreeuwse Bijbel
De term Belial komt 27 keer voor in de Masoretische tekst van de Hebreeuwse Bijbel en werd toegepast op ideeën, woorden en raad (Deuteronomium 15:9; Psalm 101:3; Nahum 1:11), op rampspoedige omstandigheden (Psalm 41:8) en het meest op waardeloze mannen van de laagste soort, vooral 15 keer in de uitdrukking בְּנֵֽי־בְלִיַּעַל, beni beliyaal, "zonen van Belial". Met deze idiomatische "zonen van"-constructie werden "waardeloze mensen" aangeduid, zoals afgodendienaars (Deuteronomium 13:14), de bandeloze mannen van Gibea (Rechters 19:22; 20:13), de zonen van de hogepriester Eli (1 Samuel 2:12) en Simi (2 Samuel 16:7). De Griekse vertaling in de Septuagint geeft alle vermeldingen van בְּנֵי־בְּלִיַּעַל, beni beliyaal bijvoeglijk weer. Alleen de Codex Alexandrinus geeft in Rechters 20:13 de personificatie Βελιαλ, Belial.

## Dode Zee-rollen
Belial werd ook beschreven in de Oorlogsrol (waarvan 1QM het meest complete handschrift is), die deel uitmaakt van de Dode Zee-rollen. In de Oorlogsrol wordt de strijd van de 'zonen van het licht' tegen 'de zonen van de duisternis' beschreven. De laatste groep staat onder aanvoering van Belial. In de Dode Zeerollen staat hij beschreven als de leider van alle zonen der duisternis, die samenspande met de Egyptenaren.

## Christendom
In het Nieuwe Testament komt de term Belial één keer voor, in 2 Korintiërs 6:15:
Waarin lijken Christus en Belial op elkaar? Wat hebben een gelovige en een ongelovige gemeen?
In de meeste manuscripten wordt hier Βελιάρ, Beliar gebruikt in plaats van Βελίαλ, Belial.
In vroeg-christelijke teksten werd Belial geïdentificeerd met de engel van de lust en verwarring, net gecreëerd na Satan. Er zijn ook teksten uit dezelfde tijd, die niet tot de Bijbel behoren, die zeggen dat Belial de vader van Satan is en deze Satan heeft aangespoord om te rebelleren in de Hemel tegen God. Belial was daarom de eerste engel, die uit de hemel verdreven werd en daarmee een gevallen engel. In de apocriefe Opstanding van Jezus (door Bartolomeüs) werd Belial genoemd samen met 666 gevallen engelen toen Michaël door Jezus werd opgedragen de hel te tonen aan zijn discipelen.

## Doorwerking
In Het paradijs verloren van John Milton wordt enerzijds zijn grote kwaadaardigheid omschreven: "nooit viel vozer geest vanuit de hemel neer, geen die zo grof het kwaad om 't kwaad liefhad", maar ook dat hij zich mooi kon voordoen: "Ter ander zij verrees nu Belial, beschaafder in zijn doen; geen schoner wezen gaf de hemel prijs, hij leek voor waardigheid en heldenfeiten gemaakt, maar 't was al vals en hol".

## Satanisme
In het satanisme speelt Belial een rol bij de rituele beleving. Volgens het satanisme is Belial een van de vier kroonprinsen van de hel, specifiek is hij de Zuidelijke kroonprins, en staat hij voor ware zelfstandigheid. Hij representeert ook het element aarde.